# 欧阳玉靖
欧阳玉靖（1965年8月8日—），河南沈丘人，中华人民共和国外交官，现任中华人民共和国驻马来西亚特命全权大使。

## 生平
1965年8月8日，欧阳玉靖出生在河南省沈丘县。1982年9月，考入武汉测绘科技大学航空摄影测量与遥感专业。1986年9月，大学毕业两个月后，欧阳玉靖分配至国家测绘地理信息局办公室任秘书。1990年8月，欧阳玉靖调入外交部条约法律司任科员、三等秘书。1993年9月，欧阳玉靖入读外交学院，学习英语，1995年8月毕业。1995年11月，欧阳玉靖任驻芝加哥总领事馆领事。2000年2月，回国任外交部条约法律司副处长、处长、参赞，参与了中国和周边陆地国家边界谈判。2009年3月，升任外交部边界与海洋事务司副司长，2013年6月升任司长。2017年，任中央外事工作委员会办公室局长。2020年12月，出任中华人民共和国驻马来西亚大使。